# نورث آمریکن راکول او وی-۱۰ برونکو
نورث آمریکن راکول او وی-۱۰ برونکو (انگلیسی: North American Rockwell OV-10 Bronco) یک هواپیمای توربوپراپ تهاجمی سبک و شناسایی است. در سال ۱۹۶۰ میلادی این هواپیما به‌طور ویژه برای پشتیبانی و حمایت نیروهای نظامی یا شهری درگیر در حملات محلی و نیز به‌عنوان هواپیمای پیشرو جهت کنترل درگیری‌های هوایی توسعه داده شد. این هواپیما قادر به حمل بیش از ۳ تن محمولهٔ مختلف شامل مهمات در زیر بال‌ها و بدنه، بارگیری داخلی، حمل چتربازان یا برانکارد حمل مجروحان بود و قادر به گشت‌زنی حدود سه ساعت یا بیشتر با سرعت کروز است.

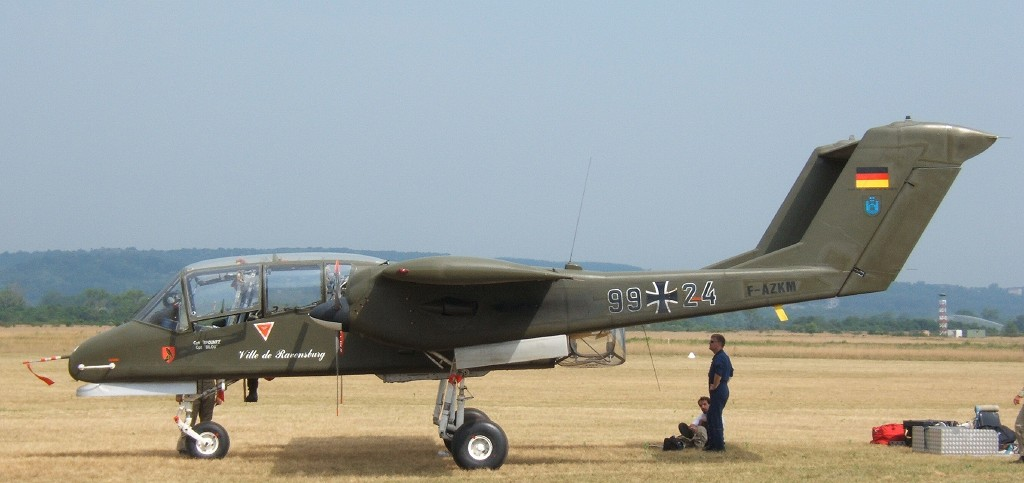
برونکو نیروی هوایی آلمان

## تاریخچه کاربری

### کاربران اصلی

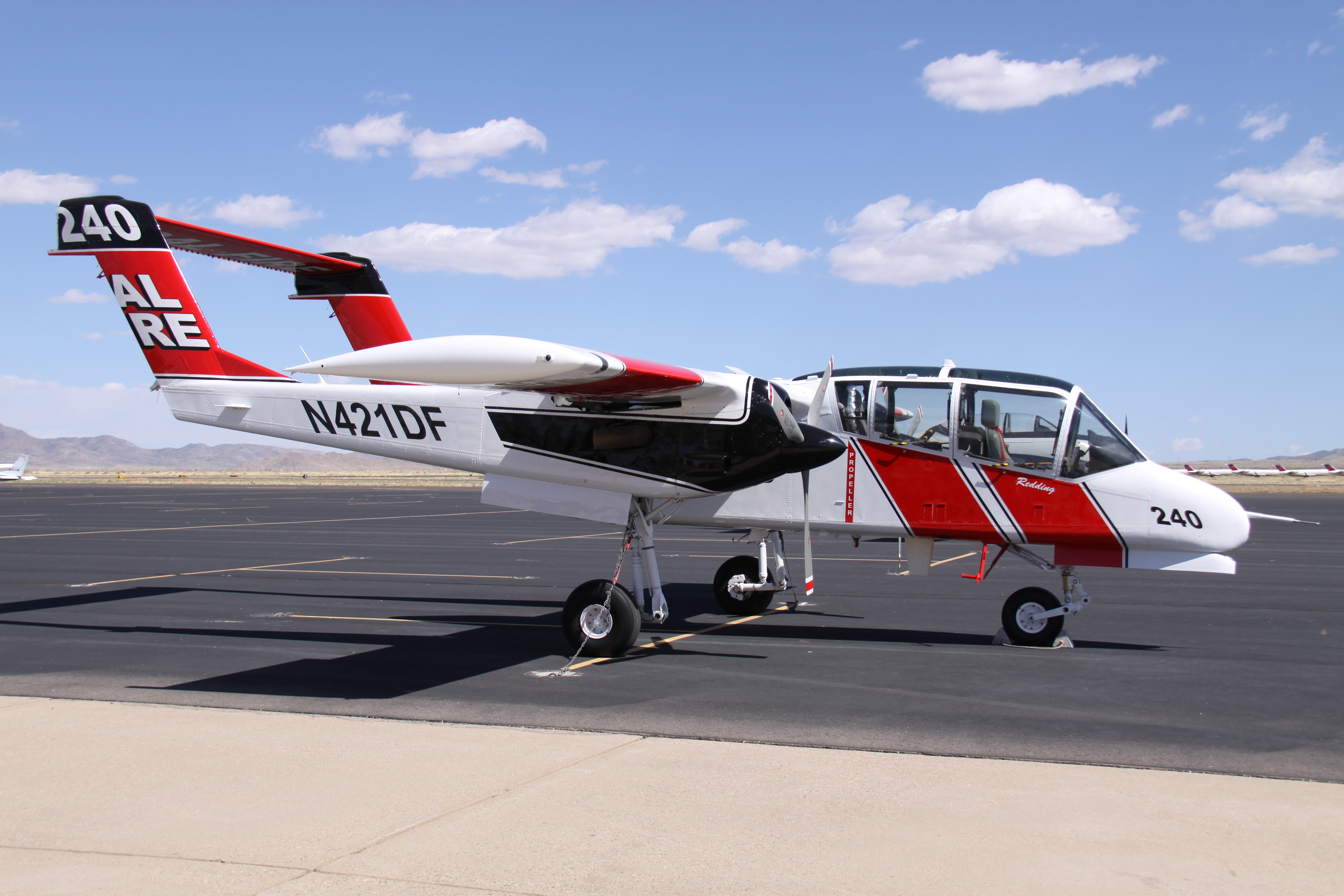
برونکو سازمان جنگلداری کالیفرنیا

ایالات متحده آمریکا
- تفنگداران دریایی ایالات متحده
- نیروی هوایی ایالات متحده
- نیروی دریایی ایالات متحده

## کاربران سایر کشورها
کلمبیا
در سال ۱۹۹۱ نیروی هوایی ایالات متحده ۱۲ فروند برونکو او وی-۱۰آ اس به نیروی هوایی کلمبیا تحویل داد.
 آلمان
مدل ویژه‌ای از برونکو برای آلمان جهت یدک‌کش هدف هوایی بازسازی شد. ۱۸ فروند به آلمان تحویل داده شد و این هواپیماها برای مقاصد مختلفی شامل ترابری هوایی و مقاصد مشابه استفاده شد. این هواپیما در آلمان جایگزین هواپیماهای قدیمی پیلاتوس شد.
 اندونزی
اندونزی ۱۲ فروند برونکو خریداری کرده و از آن‌ها بیشتر برای مقاصد حمایت نیروی‌های زمینی بهره‌برداری کرد. این هواپیما به مسلسل سنگین براونینگ مجهز شدند.
 فیلیپین
نیروی هوایی فیلیپین در ۱۹۹۱ میلادی، ۲۴ فروند برونکو کارکرده از ایالات متحده دریافت کرد و در مرحله بعدی نیز ۹ فروند دیگر دریافت کرد. در سال‌های ۲۰۰۲ و ۲۰۰۳ نیز هشت فروند برونکو از نیروی هوایی تایلند خریداری کرد.
 مراکش
نیروی هوایی سلطنتی مراکش دارای ۶ فروند برونکو مدل اِی اس (مخصوص تفنگداران دریایی آمریکا) بود که تماماً بازنشسته شدند.
 تایلند
در ۱۹۷۰ میلادی نیروی هوایی پادشاهی تایلند ۳۲ فروند برونکو مدل سی برای پشتیبانی زمینی خریداری کرد.
 ونزوئلا
نیروی هوایی ونزوئلا کاربر تعدادی برونکو جدید مدل ایی اس و تعدادی مدل قدیمی اِی اس بود.

## کاربران غیرنظامی
سازمان جنگلداری و آتش‌نشانی کالیفرنیا

## مشخصات
اطلاعات از Mesko |

### مدل:او وی-۱۰ اِی
- خدمه: ۲
- طول: ۱۲٫۶۷ متر
- پهنای بال:۱۲٫۱۹ متر
- ارتفاع: ۴٫۶۲ متر
- مساحت بال: ۲۷٫۰۳ مترمربع
- وزن خالی: ۳٫۱۲۷ کیلوگرم
- حداکثر وزن برخاست: ۶٫۵۵۲ کیلوگرم
- پیشرانه:۲ موتور گارِت نوع:T76-G-۴۱۰/۴۱۲ توربوپراپ ۷۱۵ اسب بخار هر کدام

### عملکرد
- حداکثر سرعت: ۴۵۲ کیلومتر بر ساعت
- محدوده: ۹۲۷ کیلومتر
- سقف پرواز: ۷٬۳۱۵ متر

### جنگ‌افزار
- توپ:شامل ۴ تیربار ۷٫۶۲x۵۱ میلیمتری نوع:ام۶۰سی
- جایگاه حمل خارجی: ۵ پایلون زیر بدنه و ۲ عدد زیر بال و قادر به حمل مهمات مختلف شامل:
- راکت: ۷ یا ۱۹ راکت لانچر لوله‌ای برای پرتاب انواع راکت
- موشک: ایم-۹ سایدوایندر فقط پایلون بال‌ها
- بمب:بیش از ۲۲۷ کیلوگرم
- سایر: قابلیت نصب (یا تعویض) تعدادی از انواع غلاف توپ هواپیما

### مدل:او وی-۱۰ دی
- خدمه: ۲
- طول: ۱۳٫۴۱ متر
- پهنای بال:۱۲٫۱۹ متر
- ارتفاع: ۴٫۶۲ متر
- مساحت بال: ۲۷٫۰۳ مترمربع
- وزن خالی: ۴٫۴۹۴ کیلوگرم
- حداکثر وزن برخاست: ۶٫۵۵۲ کیلوگرم
- پیشرانه:۲ موتور گارِت نوع:T76-G-۴۲۰/۴۲۱ توربوپراپ ۱٬۰۴۰ اسب بخار هر کدام
- محدوده دم هواپیما: ۴٫۴۵ متر

### عملکرد
- حداکثر سرعت: ۴۶۳ کیلومتر بر ساعت
- محدوده: ۲٬۲۲۴ کیلومتر
- سقف پرواز: ۹٬۱۵۹ متر

### جنگ‌افزار
- توپ:شامل ۱ تیربار ۲۰ میلیمتری نوع:ام۱۹۷ کانن یا ۴ تیربار ۷٫۶۲x۵۱ میلیمتری نوع:ام۶۰سی
- جایگاه حمل خارجی: ۵ پایلون زیر بدنه و ۲ عدد زیر بال و قادر به حمل مهمات مختلف شامل:
- راکت: ۷ یا ۱۹ راکت لانچر لوله‌ای برای پرتاب انواع راکت
- موشک: ایم-۹ سایدوایندر فقط پایلون بال‌ها
- بمب:بیش از ۲۲۷ کیلوگرم

## اطلاعات بیشتر
- Harrison, Marshall. A Lonely Kind of War: A Forward Air Controller (Vietnam). New York: Presido Press, 1997. ISBN 978-0-89141-638-8.
- Lavell, Kit. Flying Black Ponies: The Navy's Close Air Support Squadron in Vietnam. Annapolis, Maryland: Naval Institute Press, 2009. ISBN 978-1-59114-468-7.